# Arnold II. (Laurenburg)
Arnold II. von Laurenburg († 1158/59) war Graf von Laurenburg und einer der Vorfahren des Hauses Nassau.

## Leben

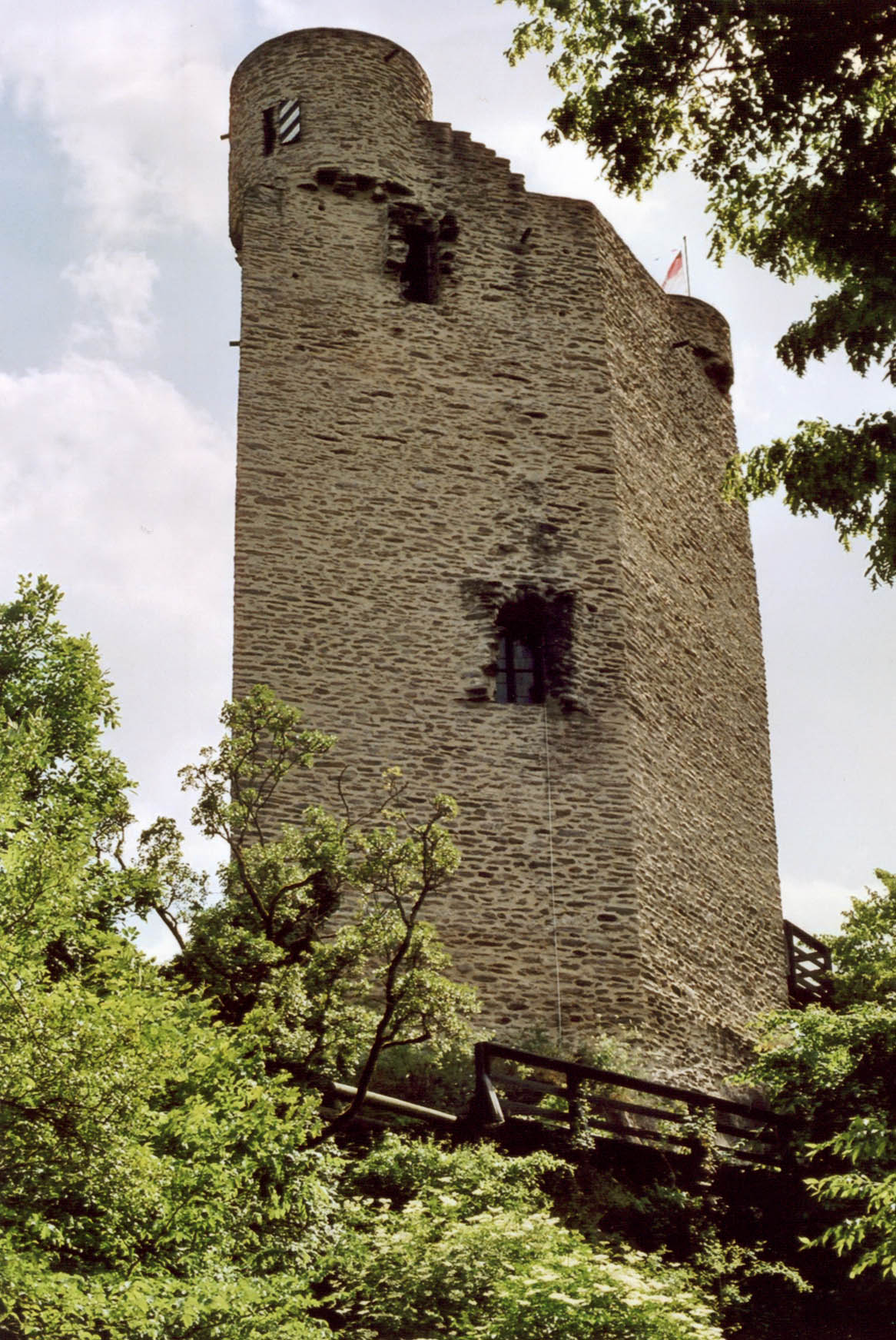
Die Burg Laurenburg

Arnold war ein Sohn von Graf Ruprecht I. von Laurenburg und Beatrix von Limburg. Seine Abstammung ist bestätigt durch die Urkunde von 1151, nach der Heinrich II. von Leez, Bischof von Lüttich, die Spenden von ‘domina Jutta, nobilissima matrona uxor ducis Walrami de Lemburg’ an die Abtei Rolduc bestätigte, und die die Anwesenheit bei ihrem Begräbnis in Rolduc dokumentiert von ‘Arnoldus quoque filius Ruberti comitis de Lunneburg natus ex domina Beatrice filia præfatæ dominæ’.
Arnold wird erwähnt als Graf von Laurenburg zwischen 1151 und 1158. Er regierte zusammen mit seinem Bruder Ruprecht II. Arnold und Ruprecht wurden zusammen mit ihrer Mutter zuletzt in einer Urkunde vom 1. April 1158 erwähnt.

## Nachkommen
Aufgrund des Mangels an Daten ist über die frühen Grafen von Laurenburg und Nassau viel unbekannt, einschließlich der genauen familiären Beziehungen. Von Arnold ist keine Ehe bekannt. Er soll der Vater von Graf Ruprecht III. von Nassau gewesen sein.